# Sesamoides purpurascens
Sesamoides purpurascens là một loài thực vật có hoa trong họ Resedaceae. Loài này được (L.) G.López miêu tả khoa học đầu tiên năm 1985.